# Smicridea microsaccata
Smicridea microsaccata är en nattsländeart som beskrevs av Oliver S. Flint Jr. 1991. Smicridea microsaccata ingår i släktet Smicridea och familjen ryssjenattsländor. Inga underarter finns listade i Catalogue of Life.